# Vyhnánov (Včelákov)
Vyhnánov je malá vesnice, část městyse Včelákov v okrese Chrudim. Nachází se asi 1 km na východ od Včelákova. V roce 2009 zde bylo evidováno 31 adres. V roce 2001 zde trvale žilo 62 obyvatel.
Vyhnánov leží v katastrálním území Příkrakov o výměře 2,57 km2.

## Galerie

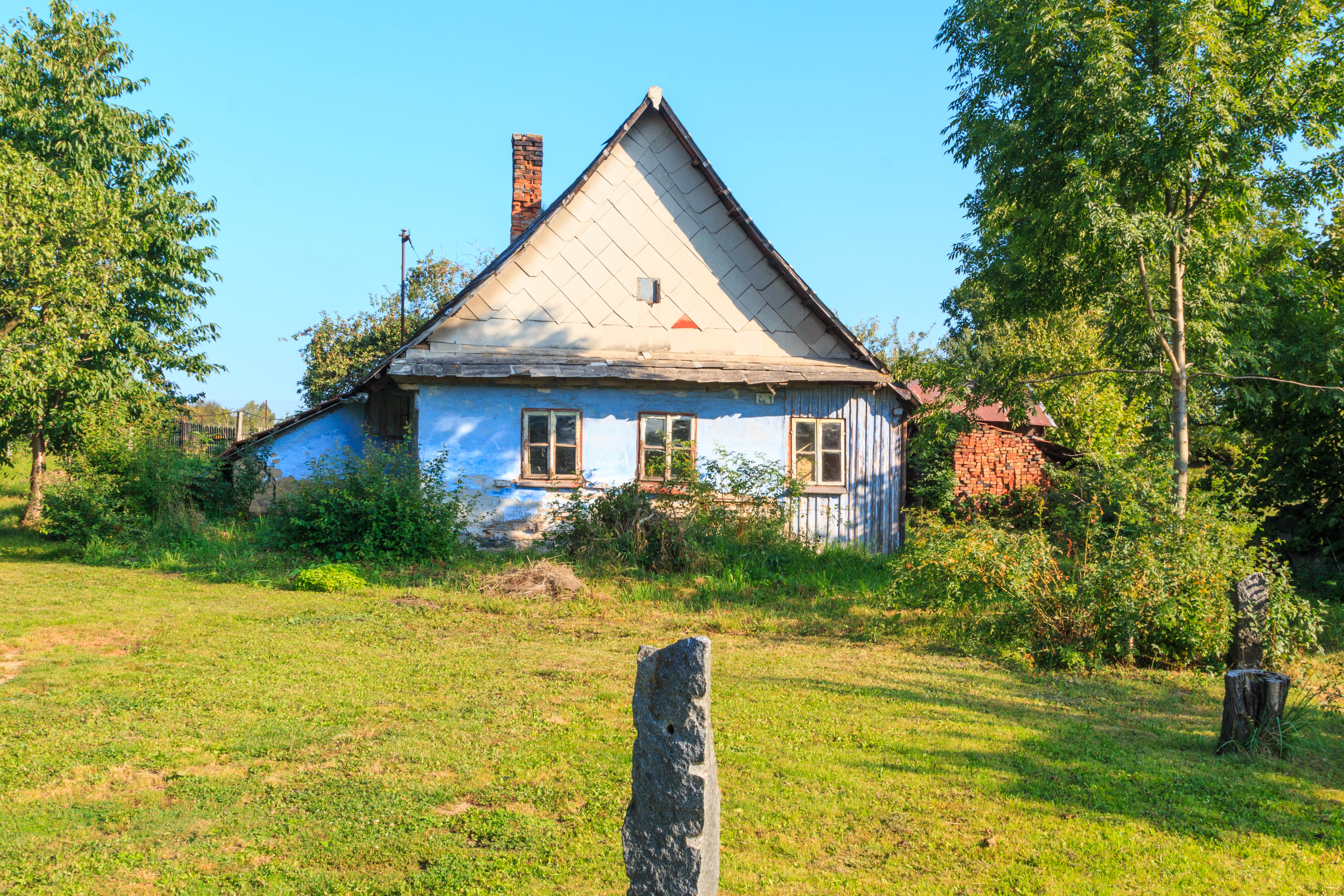
Vyhnánov - čp. 1
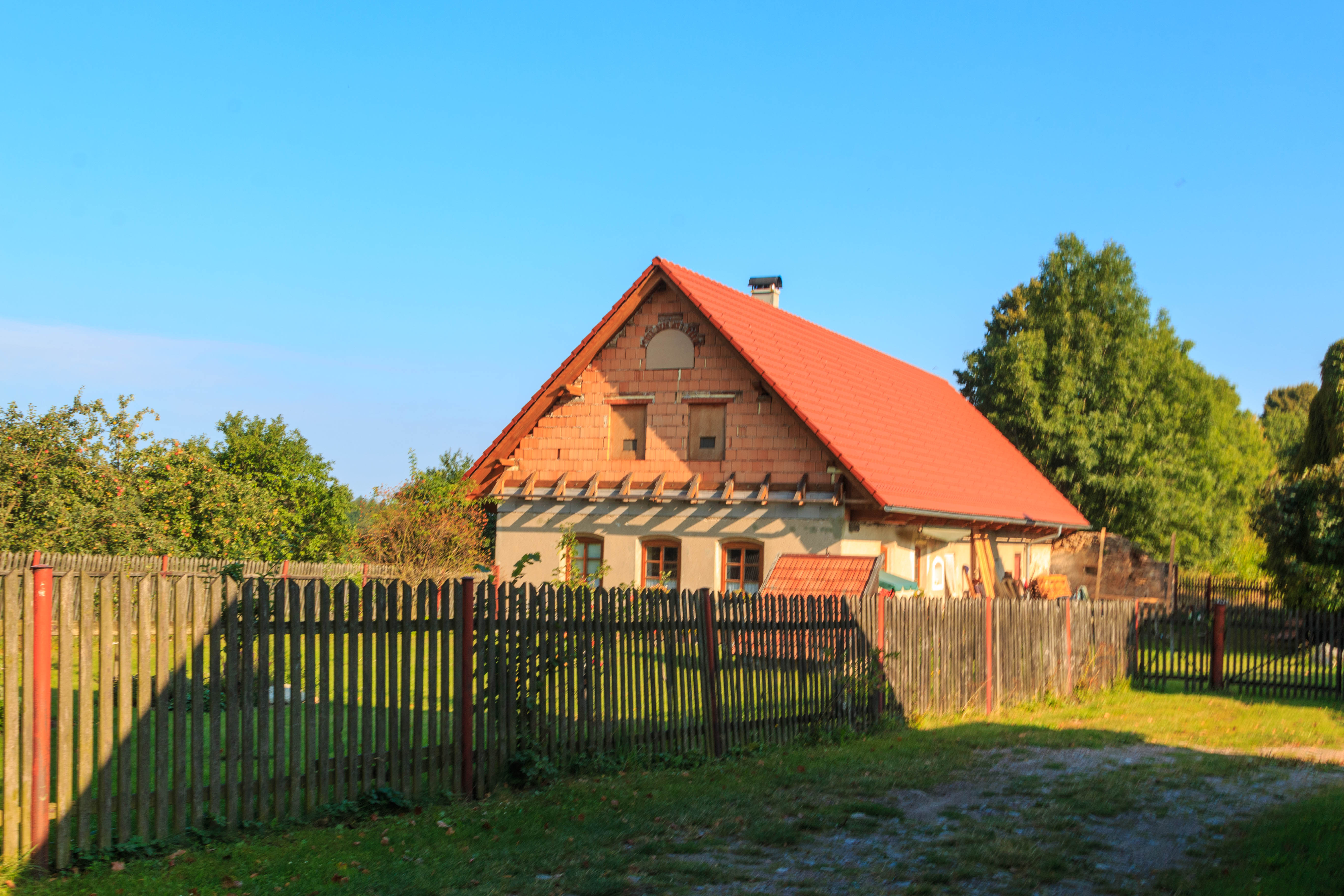
Vyhnánov - čp. 4
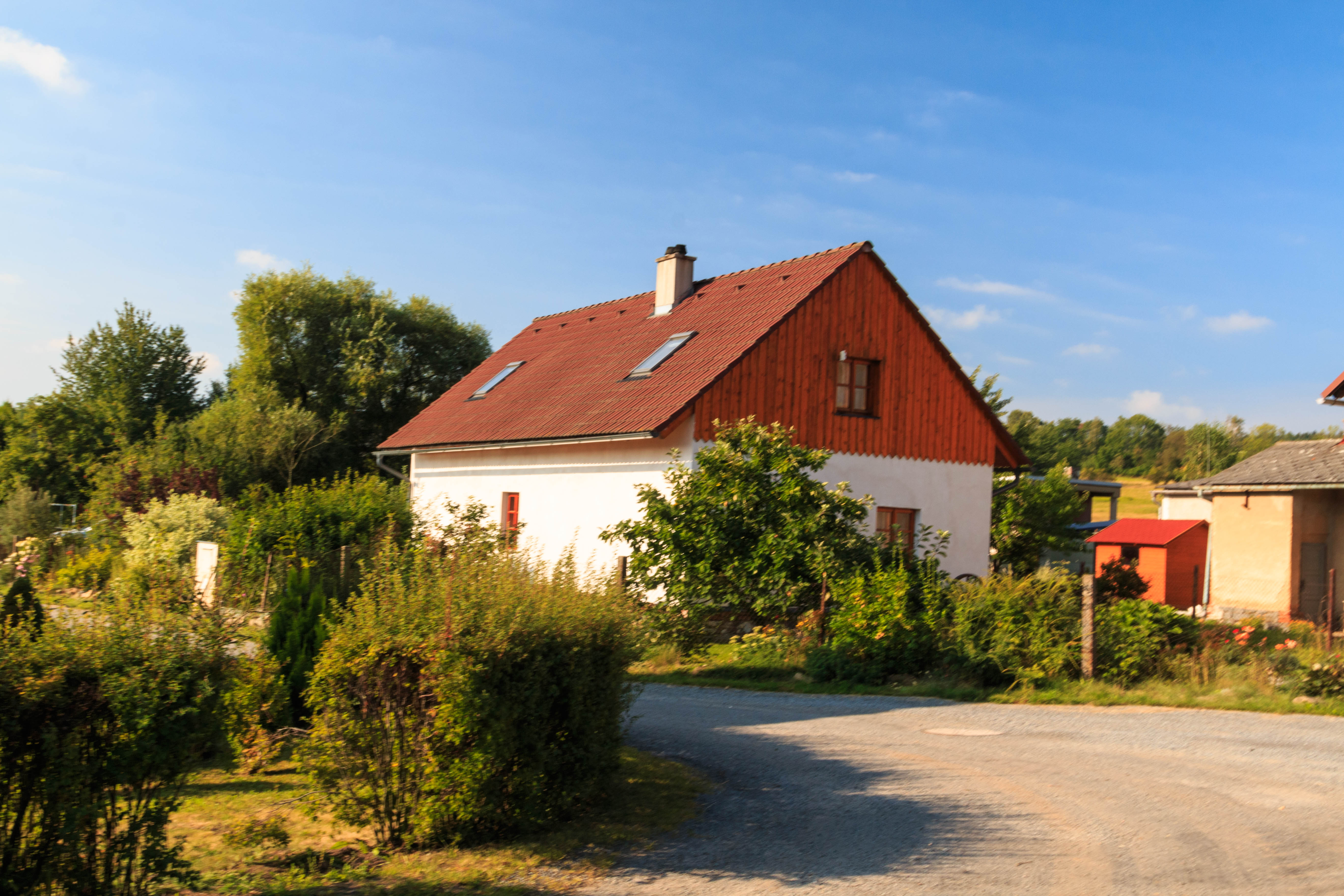
Vyhnánov - čp. 23
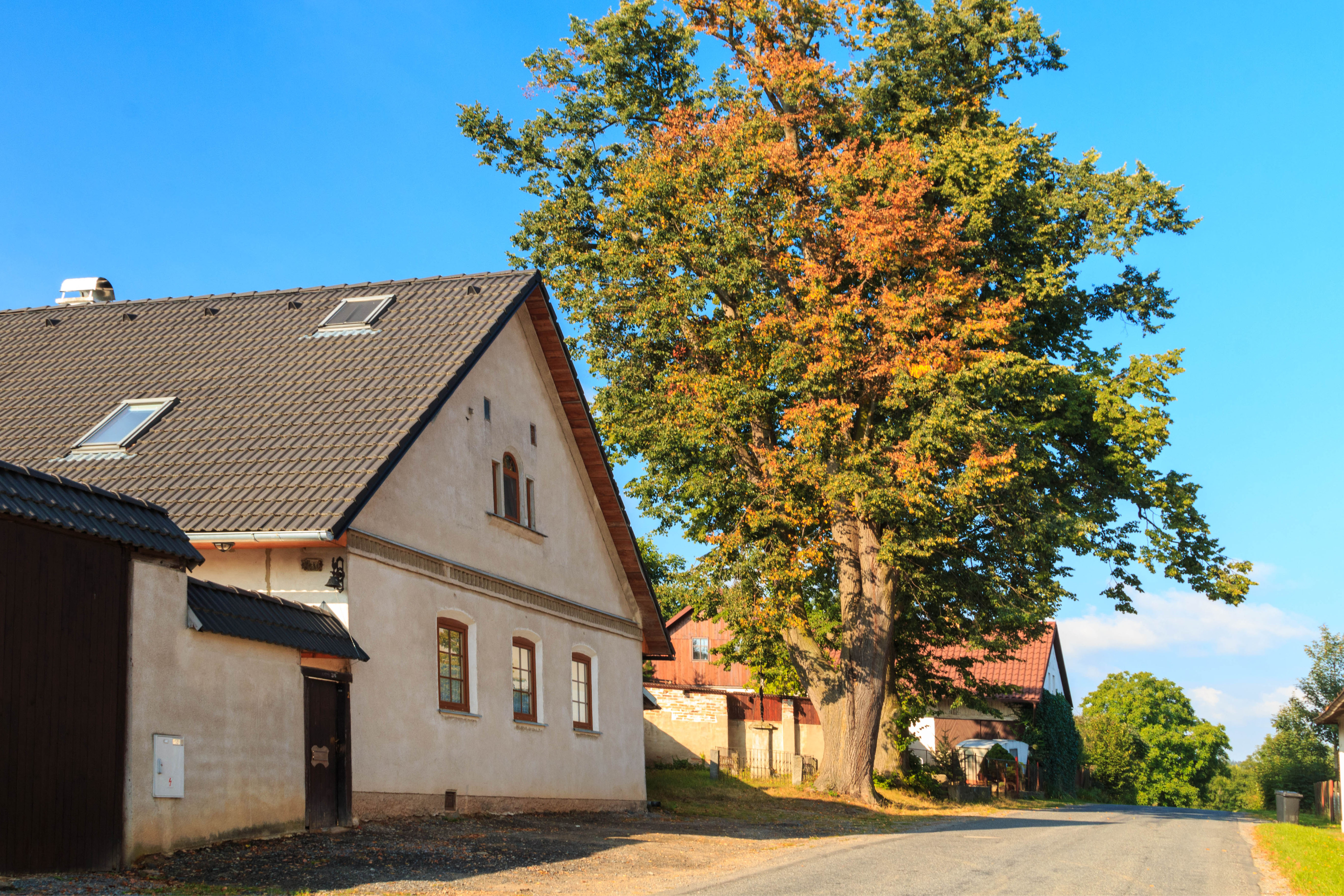
Vyhnánov - čp. 2